# Reißbrett

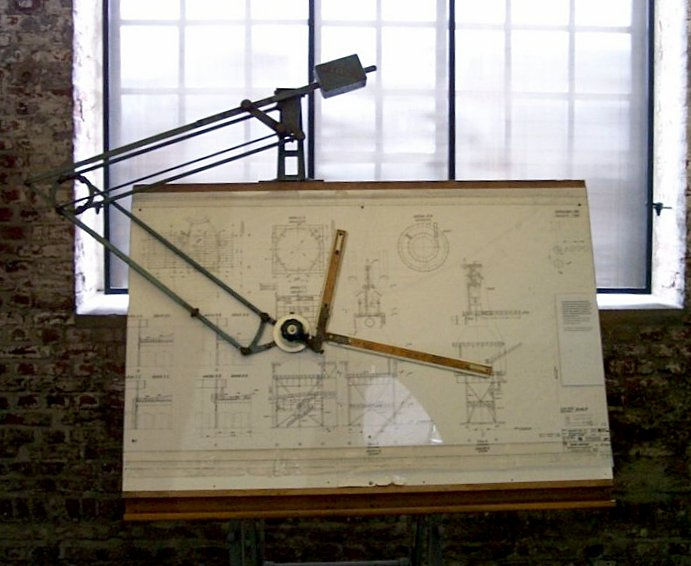
Ältere Zeichenmaschine mit Scheren-Parallelogrammführungen

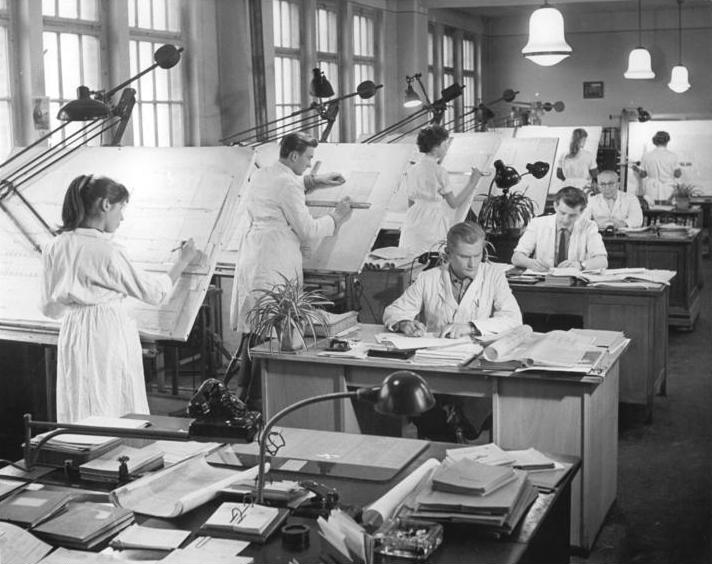
Ingenieure an Reißbrettern in der Konstruktionsabteilung des VEB Feuerlöschgerätewerk Apolda, 1960

Das Reißbrett (eigentlich Zeichenbrett genannt, gelegentlich auch Zeichenplatte oder Zeichenmaschine) dient technischen Zeichnern, Konstrukteuren, Bauzeichnern und Architekten zum Erstellen technischer Zeichnungen und Bauzeichnungen, also zum Anfertigen von Grundrissen, Aufrissen, Schnitten und Perspektivdarstellungen. Ein Merkmal des Reißbrettes ist, dass die richtige Winkligkeit der Linien zueinander über eine Mechanik sichergestellt wird.
Als Hilfsmittel zur Erstellung technischer Zeichnungen wurde das Reißbrett in den 1990er-Jahren durch den Einsatz von Computern mit entsprechender Software und häufig speziell angepassten Eingabegeräten Computer Aided Design (CAD) weitgehend verdrängt. Es findet nur noch in wenigen Nischenbereichen, in welchen per Hand gezeichnet wird, sowie in der Berufsausbildung für verschiedenartige technische Berufe (z. B.: Industriemechaniker, Feinwerkmechaniker) Anwendung.

## Aufbau

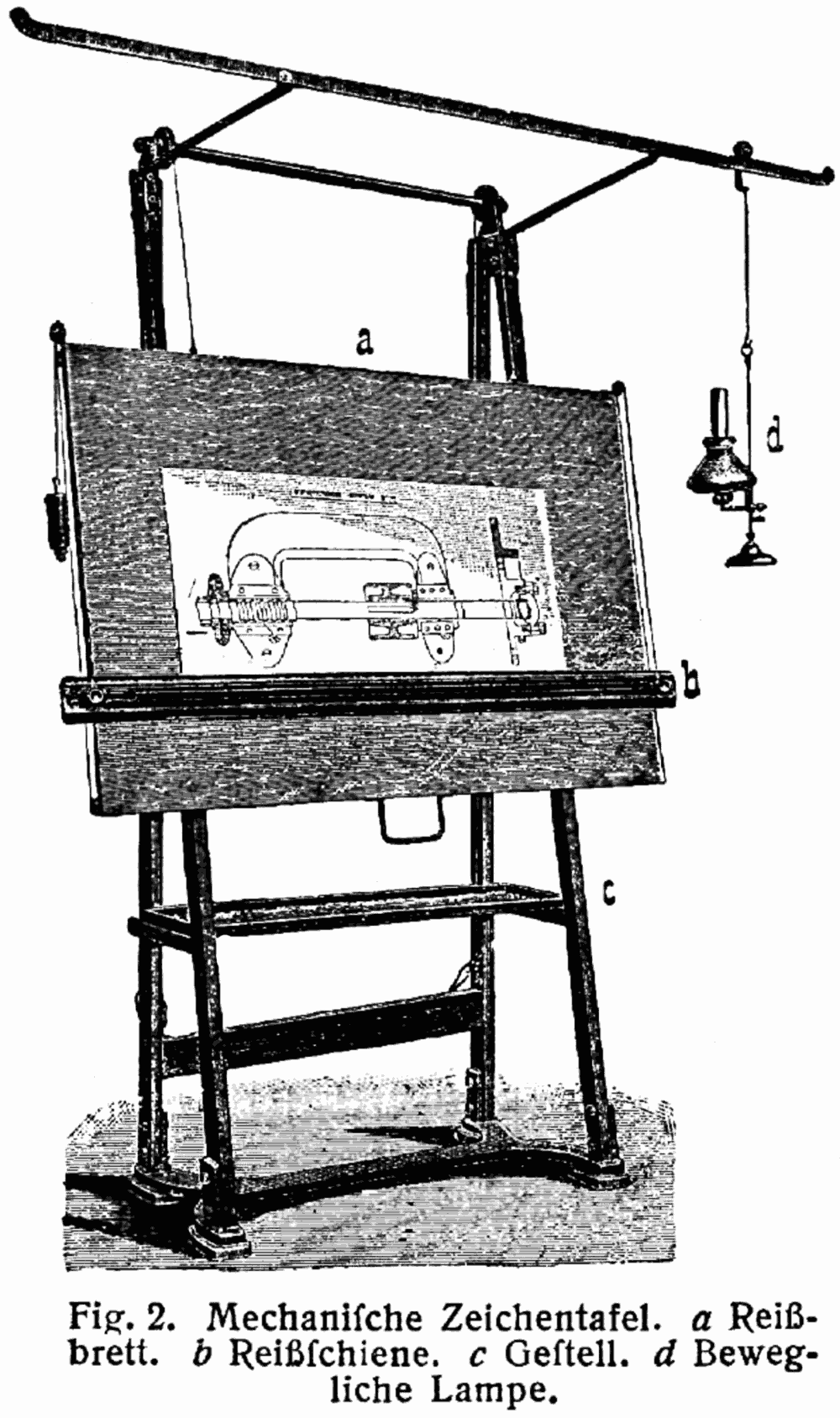
Reißbrett, 1904

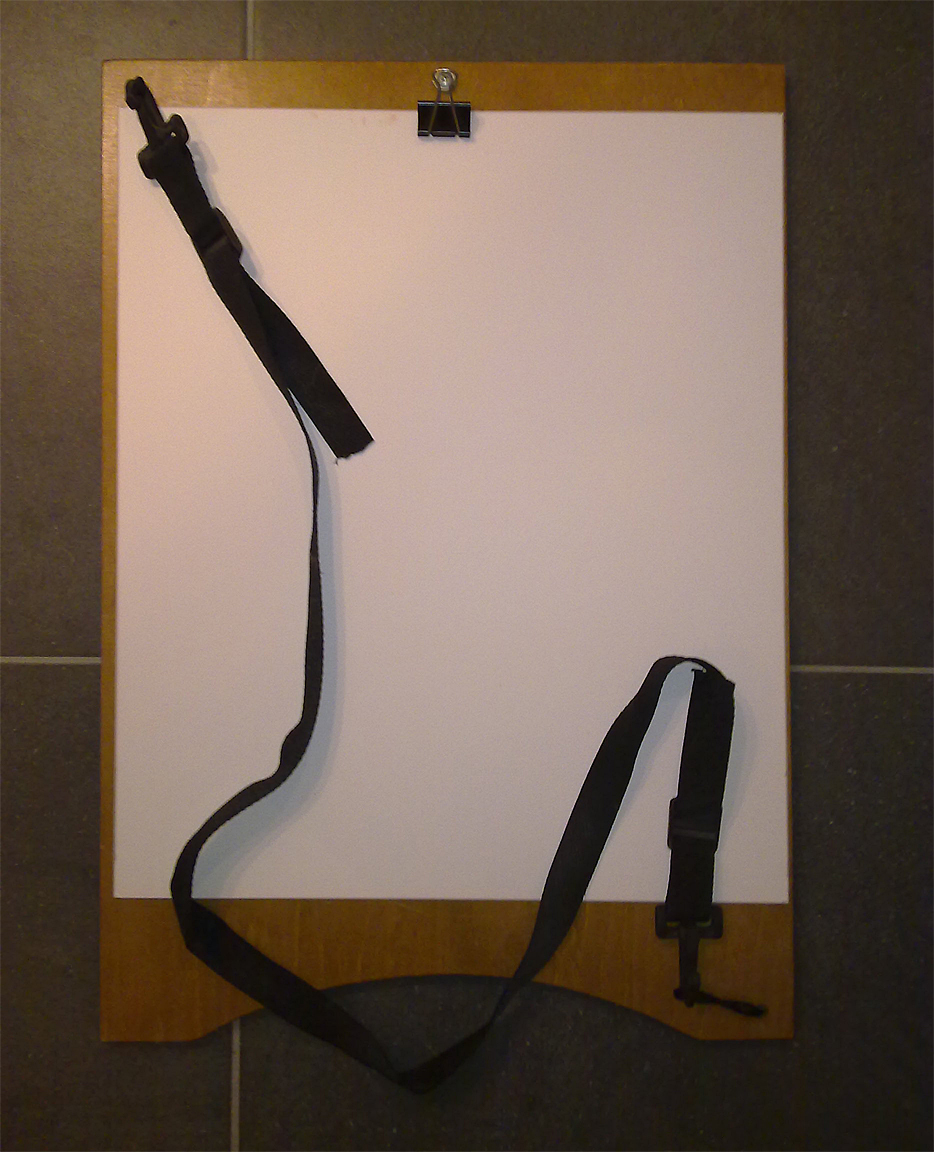
Handelsübliches mobiles Zeichenbrett für Künstler, sogenanntes Bauchbrett

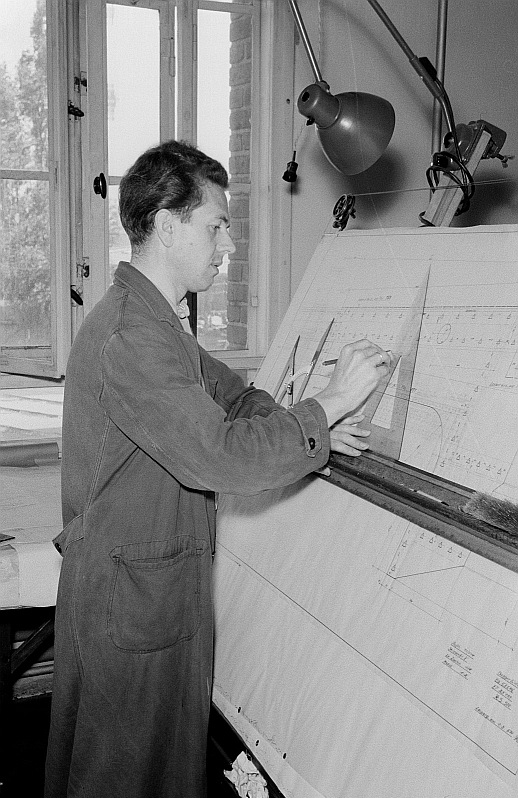
Bauzeichner am Reißbrett, 1954

Es gibt eigenständige als Büromöbel fungierende Reißbretter und transportable Zeichenbrett-Varianten für den Arbeitstisch oder für das künstlerische Skizzieren „en plein air“ (Freilichtmalerei).
Eine Zeichenmaschine besteht aus den Komponenten:
- Zeichenbrett (oft im Format DIN A0, aber auch bis herunter zu DIN A4), auf dem das Zeichenblatt befestigt wird,
- Standfuß mit Höhen- und Neigungs-Verstelleinrichtung.
- Mechanik zur Führung des Zeichenkopfes; dabei werden zwei Systeme unterschieden: den Storchenschnabel bzw. die Scheren-Parallelogrammführungen und das Wagensystem zur Längs- und Hoch-Verstellung des Zeichenkopfes (Kantenwagen-Parallel-Führungen).
- Zeichenkopf, an dem wiederum zwei Lineale angebracht sind – ein langes horizontales (50 cm bei A0) sowie ein kürzeres vertikales (30 cm bei A0).

Unter der Zeichenfläche modernerer Zeichenbretter befand sich oftmals eine dünne Metallschicht, oder die Zeichenfläche selbst verfügte über eine Metalloberfläche, damit die Zeichenfolie oder das Zeichenpapier mittels Magneten befestigt werden konnte.
Der Zeichenkopf ist das komplexeste Einzelbauteil. Er dient zur Lineal-Befestigung mit 90 Grad zueinander und zum Einstellen von Winkeln, die von den Waagerechten und Senkrechten abweichen. An ihm lassen sich zumeist in 15-Grad-Stufen die Lineale einrasten: das lange Lineal lässt sich von der waagerechten Position (0 Grad) auf 90 Grad anheben oder aber auch auf 90 Grad absenken. Zudem lässt sich mit einer Klemmeinrichtung der Winkel in jeder beliebigen Winkel-Position abseits der Rasten festsetzen. Die freie Winkelpositionierung kann mit einem Winkel-Nonius auf Zehntelgrade genau eingestellt werden.
Die Höhenverstellung des Brettes, die Wagen-Höhenverstellung des Zeichenkopfes auf dem Brett sowie auch der Storchenschnabel verfügen über einen Gewichtsausgleich, der ein leichtes Heben und Verfahren des Zeichenkopfes auf dem Brett ermöglicht.
Eine künstlerische Variante des Zeichenbretts wird (wegen seiner an den Körper angepassten Form) auch als Bauchbrett bezeichnet. Der Zeichner kann damit an jeder beliebigen Stelle in der Landschaft skizzieren – sogar im Gehen; ein Schultergurt dient dabei als Halt vor dem Oberkörper, die Befestigung des Zeichenkartons erfolgt durch eine oben angebrachte Klammer.

## Zubehör
Ergänzt wird das Reißbrett durch diverse Zeichengeräte und Reißzeuge:
- Transparentpapier; dieses war für Blaupausen notwendig, oftmals mit einem Zeichnungsrahmen und einem Beschriftungsfeld versehen
- Tuschekasten mit Tuschefüller in den Stiftbreiten 0,25 / 0,35 / 0,5 und 0,7 mm im Minimum (die noch dünneren Stifte 0,13 und 0,18 mm trocknen enorm schnell aus)
- Zirkel mit wechselbaren Spitzen und winkelverstellbarem Wechselbein für die zumeist einschraubbaren Tuschestifte
- Reißschiene und daran angelegte Lineale und Winkelmesser (oder ein „Geo-Dreieck“)
- mehrere Schriftschablonen (2,5 / 3,5 / 5 und 7 mm Schrifthöhe, passend zu den ein Zehntel betragenden Strichstärken)
- Maßstäbe
- Schablonen für Details wie Muttern und Schrauben, Schweiß-, Bearbeitungs-, Architektur- oder Elektro-Symbole
- Klebeband, Reißzwecken, Stoßnadeln zum Befestigen des Zeichenträgers
- ein scharfes Messer zum Schneiden von Zeichenträgern
- Scheren, Kratzklingen, Glasfaserradierer
- flexible Magnetstreifen oder andere Magnete
- über dem Reißbrett befindet sich zumeist eine Leuchte; so fällt kein Schatten durch den Konstrukteur auf die Zeichnung
- sodann diverse Druckbleistifte mit unterschiedlichen Minendicken und Härtegraden, Radiergummi
- ein Zeichenbesen zum Entfernen von Radierspänen und Graphitstaub

und das konstruktive Wissen zur Darstellung technischer Zusammenhänge nach den Regeln der Darstellenden Geometrie und vieler Normen.

## Vorteile

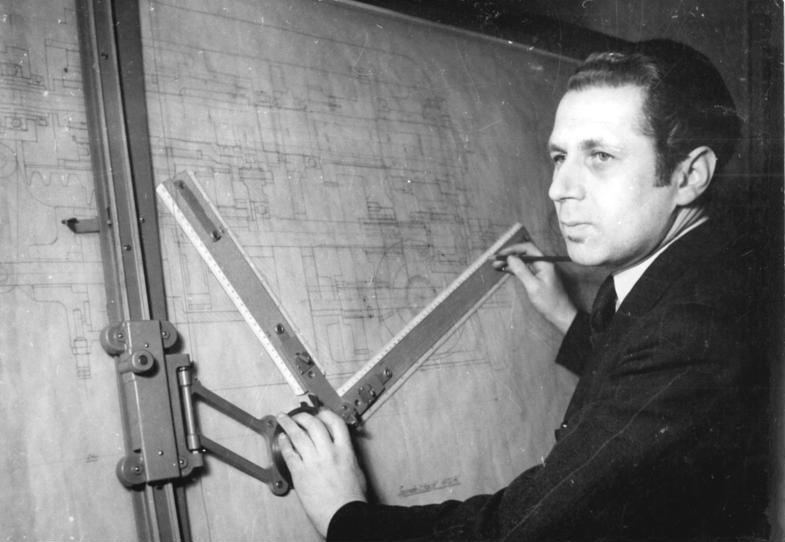
Ingenieur am Reißbrett zeichnend, Zeichenkopf nicht an Scheren-Parallelogrammführungen, sondern am Wagen befestigt

Die Technik des Reißbrettes kann wesentlich preiswerter als 2D-CAD-Technik sein. Es gab auch Untersuchungen, die zeigten, dass in der Entwurfsphase jene auf Papierbasis erstellten technischen Lösungen funktional besser und kreativer waren als solche, die am Computer entstanden. Gründe dafür mögen sein, dass man sich auf das Wesentliche einer Konstruktion konzentrieren kann, im Maßstab ein besseres Größengefühl hat und auf einem A0-Blatt einen besseren Überblick auf das Ganze haben kann als auf einem dazu relativ kleinen Ausschnitt auf einem Monitor.
Ein eminenter Vorteil der Zeichenmaschine im Zeitalter sonst bewegungsarmer Computerarbeit ist außerdem die körperliche Bewegung in der Arbeit am „Brett“ sowie die Möglichkeit, gleichzeitig und effektiv an einer Zeichnung zu arbeiten, bzw. diese zu begutachten und mit anderen zu diskutieren.
Im Gegensatz zur 2D-CAD-Technik, wie noch heute häufig mit AutoCAD praktiziert, werden durch den anderen Entwicklungsprozess am Reißbrett kontinuierlich Änderungen ohne teure Ausdrucke oder Papierplotts eingearbeitet, bevor eine abschließende Freigabe und eine Vervielfältigung erfolgt.
Der größte Vorteil einer Zeichenmaschine ist die schnelle und unkomplizierte manuelle Erstellung maßstäblicher Skizzen in vorhandenen Plänen und Funktionsprinzipien oder vorhandenen Entwürfen von technischen Zeichnungen. Das ist neben der Möglichkeit, große und stark detaillierte Zeichnungen, Pläne und Schemen an seinem persönlichen Arbeitsplatz zu prüfen und zu visualisieren, der wichtigste Grund, warum Zeichenmaschinen heute noch vereinzelt in Konstruktionsbüros auch als große Flipchartständer zu finden sind.

## Nachteile
Nachteile der papiergebundenen Arbeitsweise liegen in der schlechteren Genauigkeit und Reproduzierbarkeit, der geringeren Effizienz und der Unflexibilität, auf komplexe Änderungen schnell reagieren zu können. Zudem sind keine Automatisierungen oder sofortige digitale Zeichnungsverteilungen wie bei CAD-Systemen möglich.
Ein Nachteil der Zeichenmaschine ist ihr Platzverbrauch von etwa zwei Metern Breite mitsamt der Beweglichkeit eines Storchenschnabels und einer Tiefe von meist deutlich über einem Meter, um den Tisch auch in die Waagerechte bringen zu können.